# Capitanía de Santo Tomé
La capitanía de Santo Tomé (en portugués: capitania de São Tomé), también conocido como capitanía de Paraíba del Sur (en portugués: capitania do Paraíba do Sul), se estableció en 1536 como una de las quince parcelas de Brasil entregadas por el rey de Portugal, Juan III, a los donatarios en régimen hereditario. La capitanía fue donada a Pero de Góis y quedaba comprendida entre las actuales ciudades de Itapemirim (Espírito Santo) y Macaé (Río de Janeiro). Básicamente formada por el sur espiritense y norte fluminense (bajo Paraíba).
El donatario fundó una villa y comenzó un incipiente cultivo de caña de azúcar, pero la colonización fue muy hostil por las poblaciones autóctonas. El territorio quedaría prácticamente abandonado hasta que en 1619, la capitanía fue renunciada a favor de la Corona portuguesa y posteriormente absorbida por la capitanía de Río de Janeiro.
Pero de Góis era uno de los doce donatarios más confiados por el rey Juan III, tanto como Pero Lopes de Souza. A pesar de eso, recibió posesión de tres capitanías hereditarias, pero ninguna prosperó.

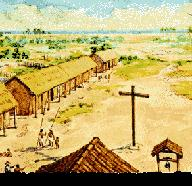
Reconstitución de la Vila da Rainha, fundada a orillas del río Paraíba del sur.

- Datos: Q2937360